# Racopilum ellipticum
Racopilum ellipticum är en bladmossart som beskrevs av Ferdinand François Gabriel Renauld 1898. Racopilum ellipticum ingår i släktet Racopilum och familjen Racopilaceae. Inga underarter finns listade i Catalogue of Life.